# Glory (chanson de Common et John Legend)
Pour les articles homonymes, voir Glory.
Singles par John Legend
You & I (Nobody in the World)
(2014) Lay Me Down
(2015)
Singles par Common
Diamonds
(2014)
Pistes de Selma - Music from the Motion Picture
Ole Man Trouble
(2)
Glory est une chanson écrite par l'auteur-compositeur-interprète John Legend et les rappeurs Common et Rhymefest, et interprétée par Common et John Legend. Elle fait partie de la bande originale du film Selma, sorti en 2014, qui évoque les marches de Selma à Montgomery en 1965.
La chanson a été récompensée de l'Oscar de la meilleure chanson originale et du Golden Globe de la meilleure chanson originale en 2015.

## Clip
Le clip est produit par  Paramount Pictures. Il est présenté sur la chaine VEVO officielle de Common le 12 janvier 2015. La vidéo montre John Legend, au piano, et Common. On peut également voir des extraits du film Selma.

## Distinctions
| Année | Cérémonie                                      | Prix                                   | Résultat   |
| ----- | ---------------------------------------------- | -------------------------------------- | ---------- |
| 2014  | African-American Film Critics Association      | Meilleure musique                      | Lauréat    |
| 2015  | 87e cérémonie des Oscars                       | Meilleure chanson originale            | Lauréat    |
| 2015  | 20e cérémonie des Critics' Choice Movie Awards | Meilleure chanson originale            | Lauréat    |
| 2015  | Georgia Film Critics Association               | Meilleure chanson originale            | Lauréat    |
| 2015  | 72e cérémonie des Golden Globes                | Meilleure chanson originale            | Lauréat    |
| 2015  | Houston Film Critics Society Awards            | Meilleure chanson originale            | Nomination |
| 2015  | Iowa Film Critics                              | Meilleure chanson                      | Nomination |
| 2015  | Black Reel Awards                              | Meilleure chanson originale ou adaptée | Lauréat    |